# Exorista consanguinea
Exorista consanguinea là một loài ruồi trong họ Tachinidae.